# روي هينكل
روي هينكل هو لاعب هوكي الجليد كندي، ولد في 22 أغسطس 1905 في Wąbrzeźno ‏ في بولندا، وتوفي في 6 أكتوبر 1981 في فانكوفر في كندا.

## وصلات خارجية
- روي هينكل على موقع EliteProspects.com (الإنجليزية)
- روي هينكل على موقع Eurohockey.com (الإنجليزية)
- روي هينكل على موقع اللجنة الأولمبية الدولية (الإنجليزية)
- روي هينكل على موقع أوليمبيديا (الإنجليزية)
- روي هينكل على موقع اللجنة الأولمبية الكندية (الإنجليزية)